# 三遊亭遊三 (3代目)
三代目 三遊亭 遊三（さんゆうてい ゆうざ、1938年〈昭和13年〉2月28日 - ）は、東京市浅草区（現・東京都台東区）鳥越出身の落語家。出囃子は『お江戸日本橋』。落語芸術協会所属で、相談役。本名∶松嶋 明。

## 経歴
東京都立日比谷高等学校中退。
1955年1月、四代目三遊亭圓馬に入門し「三遊亭とん馬」を名乗る。
1958年9月、三笑亭可勇と共に二ツ目昇進。
1964年5月、真打昇進し「三代目三遊亭遊三」を襲名。入門して僅か9年目にして真打になったという当時としては異例のスピード出世だった。

## 人物
『替り目』や『親子酒』で見事な酔っ払いを演じるが、私生活では酒をまったく飲めないという。
麻雀の強さに定評がある。

## 活動
「飲む・打つ・買う」の三道楽に掛けた「里賽樽（リサイタル）」という名前の独演会を現在も続けている。
池袋演芸場の初席第一部の主任を務めている。

## 芸歴
- 1955年1月 - 四代目三遊亭圓馬に入門、「とん馬」を名乗る。
- 1958年9月 - 二ツ目昇進。
- 1964年5月 - 真打昇進、「三代目三遊亭遊三」を襲名。

## 得意ネタ
人情噺が多い。
- 芝浜
- 文七元結
- 子別れ
- 井戸の茶碗
- 船徳
- たがや
- ぱぴぷぺぽ
  - 「ぱぴぷぺぽ」で歌謡曲の歌詞をなぞるという新作落語。

## 受賞
- 1958年（昭和33年） 芸術祭奨励賞受賞（団体）
- 1984年（昭和59年） 芸術祭優秀賞受賞
- 2019年（令和元年） 文化庁長官表彰[4]

## 出演

### テレビ番組
- 学校放送「ぼくのまち わたしのまち」（1983年、NHK教育テレビ、小学3年生向け社会科） - おとうさん 役
- 笑点(2025年1月1日)　- 小遊三の師匠として師弟大喜利に出演

### テレビドラマ
- 荒野の用心棒 第33話「反逆の牙は暁を裂いて…」（1973年、NET）
- ポーラテレビ小説 おゆき（1977年、TBS） - 三朝 役
- 破れ新九郎 第25話「大爆破!夜空に消えた新九郎」（1979年、テレビ朝日） - 久兵衛 役
- 西部警察PARTII 第20話「明日への挑戦」（1982年、テレビ朝日） - 易者 役
- 太陽にほえろ!  第540話「北の女」（1983年、日本テレビ） - おでん屋の客 役
- 人妻捜査官 第2話「疑惑!?美人妻の集る喫茶店」（1984年、ABC）
- 親子ゲーム（1986年、TBS） - 落語の師匠 役
- 笑顔の法則（2003年、TBS） - 大原辰郎 役

### テレビアニメ
- 落語天女おゆい（2006年、テレビ埼玉・メ〜テレ・テレビ神奈川ほか） - ポン吉 役（声の出演）

## 弟子

### 真打
- 三遊亭小遊三
- 三遊亭左遊 - 2022年没
- 三遊亭遊吉
- 三代目三遊亭とん馬

### 二ツ目
- 三遊亭遊子

### 色物
- マグナム小林 - ヴァイオリン漫談

### 客分
- 六華亭遊花 - 東方落語

### 廃業
- 三遊亭相馬 -（三津馬→遊三郎）